# عبد الله أبو راس
عبد الله أبو راس (ولد 1971 - توفي 16 أكتوبر 2022)، هو شاعر غنائي سعودي، كتب العديد من الأوبريتات والأعمال الغنائية الناجحة من أبرزها كتابته لكلمات أوبريت (كوكب الأرض) في افتتاح مهرجان الجنادرية 29 عام 2014م. ومن أبرز أعماله الغنائية أغنية (لبيه يا الحد الجنوبي) للفنان راشد الماجد، وأغنية (أبشرك حنا بخير وسلامة) التي غناها الفنان ماجد المهندس.

## العمل
- عمل في وزارة الخارجية السعودية لأكثر من 25 عامًا وتدرج في السلك الدبلوماسي من ملحق إلى وزير مفوض.
- عمل في العديد من ممثليات السعودية في الخارج نحو 13 عامًا.[6]

## قصائد مغناة
تعاون الشاعر عبد الله أبو راس مع كثير من الفنانين، ومن أبرز قصائده المغناة:
- (لبيه يا الحد الجنوبي) راشد الماجد.
- (All of us M B S) راشد الماجد، من ألحان أحمد الهرمي.[7]
- (أيام السراب) راشد الماجد.
- (راحوا الطيبين) راشد الماجد.[8]
- (أبشرك حنا بخير وسلامة) ماجد المهندس.
- (سحرني حلاها) ماجد المهندس.[9]
- (ماجور) ماجد المهندس.[10]
- (أبيك بجنبي الليلة/الجروح صغار) نوال الكويتية، لحنها ناصر الصالح.[11]
- (قالوا الحب أعمى) رابح صقر.[12]
- (الله عليك) نبيل شعيل.[13]
- (إذا خانوك) عبد العزيز المنصور.[14]
- (وعد عرقوب) شذى حسون.
- (قضية حب) علي بن محمد.[15]
- (الميدان يا حميدان) علي بن محمد.
- (دوم تك) علي بن محمد.
- (بتهوفن) علي بن محمد.[16]
- (زمان أغبر) عصام كمال.
- (مصر السعودية تريد) ألحان ناصر الصالح والمصري أحمد محيي، وغناء عبادي الجوهر وهاني شاكر.[17]
- (إذا اتحدنا) في افتتاح كأس الخليج 22. وغناها حسين الجسمي ورابح صقر.[18]

## أوبريتات
- أوبريت (كوكب الأرض) في افتتاح مهرجان الجنادرية 29، وهو من ألحان ناصر الصالح وأداء الفنانين: محمد عبده وعبد المجيد عبد الله وراشد الماجد وماجد المهندس.[19]
- أوبريت «سيدي سمعا وطاعة» بمناسبة اليوم الوطني ورفع سارية أطول علم في العالم في جدة عام 2014م، وهو من ألحان سهم وشارك فيه نجوم الأغنية رابح صقر وعبد المجيد عبد الله وراشد الماجد وراشد الفارس.[20]
- أوبريت «خليجنا أحلى البلاد» الذي أقامته إمارة منطقة الرياض لضيوف دورة كأس الخليج العربي22 عام 2014م. ولحنه رابح صقر وقام بأدائه حسين الجسمي وفهد الكبيسي.[21]
- أوبريت (سلام من السعودية) الذي أطلق في السادس من شهر يونيو عام 2020م بمشاركة فناناً وفنانة من السعودية،[22] وهو فكرة رئيس مجلس إدارة الهيئة العامة للترفيه تركي بن عبد المحسن آل شيخ، والأوبريت من ألحان أحمد الهرمي وشارك في أدائه محمد عبده وطلال سلامة وراشد الماجد وجابر الكاسر وخالد عبد الرحمن وأصيل أبو بكر ورابح صقر وراشد الفارس، عبد المجيد عبد الله وعايض يوسف وعبادي الجوهر وداليا مبارك وماجد المهندس.[23]